# Синоверський Любомир Васильович
Любомир Васильович Синоверський (нар. 6 серпня 1957, с. Перерісль, нині Україна) — український лікар, науковець, громадський діяч. Кандидат медичних наук (2005). Заслужений лікар України (2004). Депутат Тернопільської обласної ради (2—3, 5—6 скликань).

## Життєпис
Любомир Синоверський народився 6 серпня 1957 року у селі Переріслеві, нині Переріслянської громади Надвірнянського району Івано-Франківської области України.
Закінчив Івано-Франківський медичний інститут (1984, нині університет), Українську академію державного управління при Президентові України (2001, магістр державного управління). Працював хірургом, заступником головного лікаря (1989), головним лікарем Заліщицької центральної районної клінічної лікарні (1994—2010), першим заступником начальника головного управління охорони здоров’я Тернопільської ОДА (2010—2011), від 2011 — головний лікар Більче-Золотецької обласної фізіотерапевтичної лікарні реабілітації.

## Доробок
Автор 25 наукових праць; два патенти на винаходи.

## Нагороди
- Орден святого Пантелеймона (27 липня 2024)[2]